# Vielgebänderter Krait
Der Vielgebänderte Krait (Bungarus multicinctus), auch als Chinesischer Krait oder Vielbindenbungar bezeichnet, ist eine giftige Schlangenart und zählt innerhalb der Familie der Giftnattern zur Gattung der Kraits. Die Art wurde wissenschaftlich erstmals im Jahre 1861 durch den englischen Zoologen Edward Blyth beschrieben.

## Merkmale
Der Vielgebänderte Krait erreicht eine Länge von 120 bis 140 cm. Der im Querschnitt dreieckig bis oval geformte Körper ist schlank, aber dennoch kräftig gebaut. Der Kopf ist kurz, flach und setzt sich kaum vom Hals ab. Das relativ kleine Auge weist eine runde Pupille auf. Die Körperoberseite wird von 15 Reihen glatter Schuppen bedeckt. Kopf und Körper weisen eine glänzend schwarze Grundfärbung auf. Entlang des Körpers zeigen sich 34 bis 45 sowie entlang des Schwanzes weitere 9 bis 16 weiße bis grau-weiße Querbinden. Die Bauchseite ist häufig dunkel gefleckt.
Wie alle Giftnattern besitzt Bungarus multicinctus zu Giftdrüsen umgebildete Speicheldrüsen, welche über einen Giftkanal mit im vorderen Oberkiefer befindlichen, nicht beweglichen Giftzähnen verbunden sind (proteroglyphe Zahnstellung).

## Unterarten
Folgende Unterarten sind bekannt:
- Bungarus multicinctus multicinctus
- Bungarus multicinctus wanghaotingi

## Toxikologie
Das Toxingemisch von Bungarus multicinctus weist vor allem neurotoxische Polypeptide auf, die zusammenfassend als Bungarotoxine bezeichnet werden und ihre Wirkung im peripheren Nervensystems entfalten. α-Bungarotoxin (ein Drei-Finger-Toxin) hat hohe Affinität zu den postsynaptischen Acetylcholinrezeptoren der motorischen Endplatte und blockiert diese als Antagonist nahezu irreversibel. κ-Bungarotoxin (ein Drei-Finger-Toxin)  ist ebenfalls ein potenter Acetylcholin-Antagonist, wirkt jedoch nicht an der motorischen Endplatte, sondern beispielsweise in Ganglien. β-Bungarotoxine, ein Paar von Polypeptiden mit Phospholipase A2-Aktivität, wirken über eine präsynaptische Hemmung der Freisetzung von Acetylcholin in den synaptischen Spalt (motorische Endplatte). Die Wirkung tritt in Relation zu α- und κ-Bungarotoxinen zeitverzögert ein. γ-Bungarotoxin (ein Drei-Finger-Toxin) weist nur schwache Affinität zu Nikotinrezeptoren, dafür eine stärkere Affinität zu muskarinischen Acetylcholinrezeptoren auf. Zudem hemmt γ-Bungarotoxin die Thrombozytenaggregation.
Mit einem Giftbiss können 4,6 bis 11 mg Gift (Trockengewicht) abgegeben werden. Nach einem Biss beim Menschen können unspezifische Allgemeinsymptome (z. B. Kopfschmerz, Übelkeit, Erbrechen, Abdominalschmerzen, Diarrhoe, Schwindel, Schock, Krämpfe) auftreten. Die Neurotoxine bewirken eine fortschreitende Lähmung, die sich anfänglich durch Ptosis bemerkbar macht und bis zur vollständigen Paralyse führen kann. Der Tod tritt durch Atemlähmung ein.

## Lebensweise
Der Vielgebänderte Krait führt eine nachtaktive Lebensweise, besonders in feuchten und niederschlagsreichen Nächten geht er aktiv auf Nahrungssuche. Zum Beutespektrum der Art zählen besonders andere Schlangen, Echsen, Amphibien und Knochenfische, gelegentlich auch kleine Säugetiere. Die Fortpflanzung erfolgt durch Oviparie, die Art ist also eierlegend. Das Gelege umfasst 3 bis 20 Eier. Die Jungschlangen messen beim Schlupf circa 25 cm.

## Lebensraum
Bungarus multicinctus kommt in Höhen von bis zu 1500 m über dem Meeresspiegel vor. Die besiedelten Lebensräume sind Tieflandwälder, Bambusdickichte, Reisfelder und offene Ebenen. Die jeweiligen Biotope sind feucht und zeichnen sich durch Gewässernähe aus. Bungarus multicinctus ist eine häufig anzutreffende Schlangenart, die die Nähe zum Menschen nicht scheut. Oftmals kann man sie in Entwässerungsgräben auffinden.

## Verbreitungsgebiet

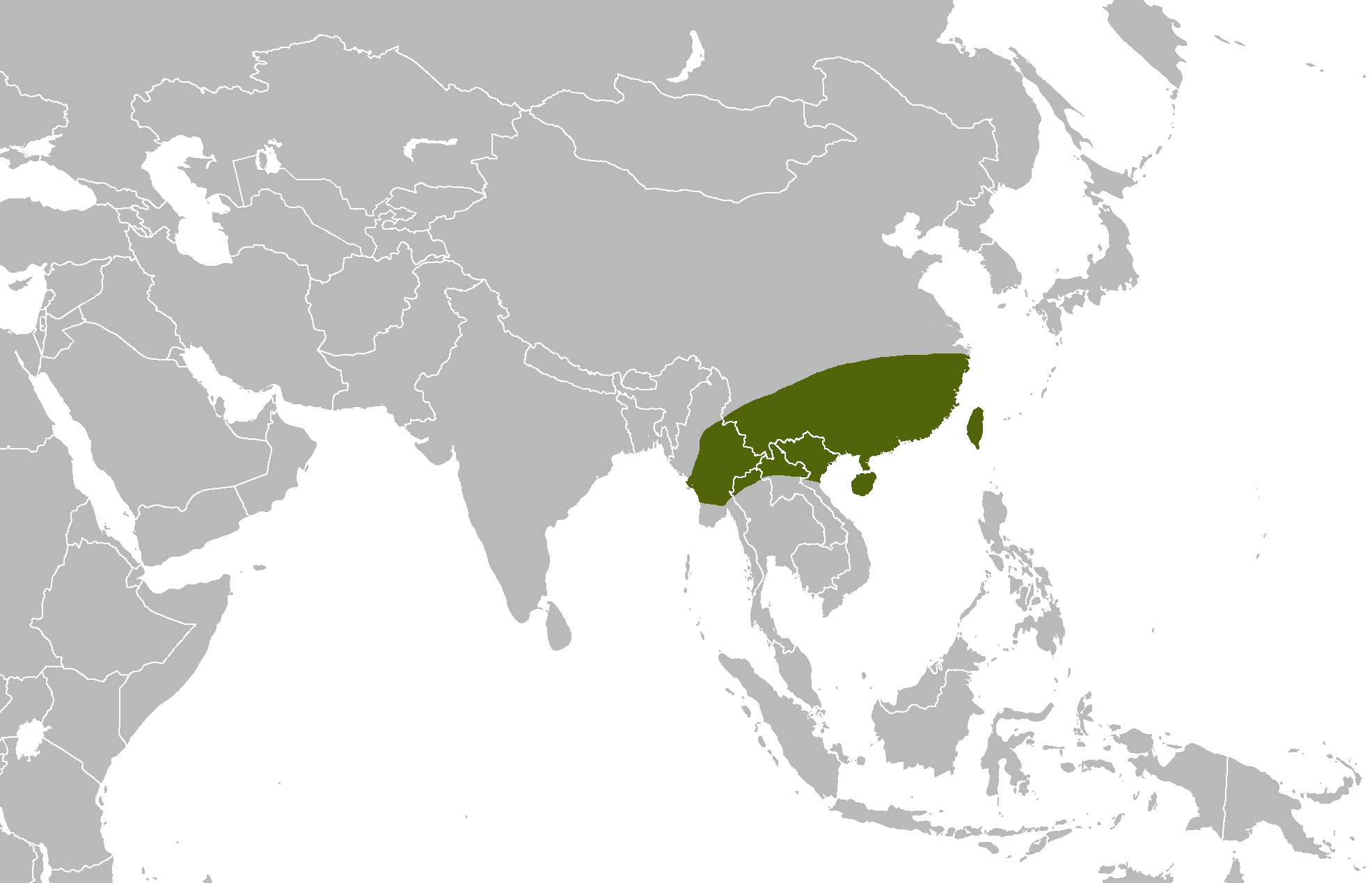
Verbreitungsgebiet des Vielgebänderten Kraits

Das Verbreitungsgebiet erstreckt sich über Myanmar, Laos, Taiwan und den Norden Vietnams sowie Teile der südlichen Volksrepublik China (Hainan, Anhui, Chongqing, Sichuan, Guangdong, Guangxi, Hongkong, Hunan, Hubei, Yunnan, Guizhou, Jiangxi, Zhejiang, Fujian).

## Gefährdung
Bungarus multicinctus ist derzeit nicht gefährdet, jedoch sind die Bestände rückläufig. Hauptgefährdung ist der Tierhandel, etwa im Rahmen der traditionellen Medizin.